# イエスの兄弟
イエスの兄弟では、イエス・キリストの兄弟について説明する。イエスの生前は、その教えを信じていなかったが、死後に教団に合流し、エルサレム教団の指導的立場を占めた。また、パウロの書簡から結婚もしていたことが分かる。伝統的には、彼らのうちヤコブとユダが新約聖書の「ヤコブの手紙」と「ユダの手紙」を書いたとされる。

## 各教派の解釈
『マタイ福音書』13章55-56節及び『マルコ福音書』6章3節から、イエスにはヤコブ、ヨセフ、シモン、ユダ及び妹が複数人（名前や人数は不明）がいたことが分かる。彼等の位置づけについては、キリスト教会間では意見が分かれる。プロテスタント教会では文字通りに、ヨセフとマリアとの間の子供と見做しているが、マリアの処女性を認める正教会及びカトリック教会はこれを認めず、独自の解釈を出している。
即ち、正教会はヨセフが先妻との間にもうけた子供たちであると見做している。新約聖書外典である『ヤコブ原福音書』にその要素が見出される（但し、正教会は自らの解釈を伝承に由来するものであるとし、外典を根拠としている訳ではない）。
一方、カトリック教会では、古代ユダヤ社会では“兄弟”と言う言葉は同時に“従兄弟”も意味すると解釈し、更にエウセビオスが『教会史』に引用する、ヤコブ殉教後にヨセフの兄弟クロパの息子であるシメオンがその後を継いだとするヘゲシップスの記事に注目し、イエスの叔父クロパの息子と見做している。
加えて、アルファイとクロパは意味を同じとすることから、12使徒の一人であるアルファイの子ヤコブと同一人物とされると考えている。また、同じく12使徒の一人である熱心党のシモン、ユダ・タダイとも語呂が一致することから、彼等もイエスの兄弟と同一人物であると見做している。因みにヨセフは、イスカリオテのユダ欠落後の補充選挙で候補に挙げられたヨセフ・バルバサと合体した。
プロテスタント及び正教会は当然のことながら、この解釈を支持しない。

## ヨセフ死後の再婚後の息子?
このように、解釈の位置付けが異なるイエスの兄弟だが、最近、ジェイムズ・D・テイバーはその著書『イエスの王朝』で変わった見解を出した。即ち、イエスの兄弟は、マリアが夫ヨセフの死後にその兄弟であるクロパとの再婚で出来た子だと言うのである。又、前述した使徒も同一人物と見做している。これは、イエスが処刑される際に見合わせた女性と言った各聖書の記述を照合して導き出された結論だが、強ち誇張とは言えない。元来、ユダヤ人は遊牧民であったが、遊牧社会では妻が夫に先立たれるとその兄弟縁者と結婚する慣習があったからである（レビラト婚）。従って、マリアがヨセフの死後に、その兄弟と結婚して子をもうけたとしても不思議ではない。

## その後
イエスの兄弟縁者達はエルサレム教団の指導的地位を占めたが、パウロ派の教団と一線を画した。前者がユダヤ人を対象としたのに対して、後者が異邦人を対象としたからである。ヤコブ殉教後、その従兄弟（或いは弟）であるシメオンが後継した直後にユダヤ戦争が勃発しているが、イエスの親族達は生き残るのに成功したそうである。ドミティアヌス帝の時代に主の兄弟・ユダの孫がローマに召還されるも直ぐに釈放されたり、トラヤヌス帝時代にシメオンが殉教したことがヘゲシップスの報告から分かる。シメオン死後、第二次ユダヤ戦争までの13人から成るエルサレム教会主教のリストが伝わっているが、その内の何人かはイエスの係累に繋がると考えられる。しかし、エルサレム教団凋落と共にイエスの親族は歴史の闇に消えていったようである。だが、仮にユダヤ戦争の混乱等が無ければ、イエスの係累は今日でも存在し、ローマ教皇等に代わる全キリスト教の指導的立場にあったかもしれないのである。